# Ectocarpales
Ordre
Les Ectocarpales est un ordre d’algues brunes marines de la classe des Phaeophyceae.

## Liste des familles
Selon AlgaeBase (4 février 2019) :
- famille des Acinetosporaceae G.Hamel ex Feldmann
- famille des Adenocystaceae F.Rousseau, B.de Reviers, M.-C.Leclerc, A.Asensi, & R.Delépine
- famille des Chordariaceae Greville
- famille des Chordariopsidaceae Kylin
- famille des Ectocarpaceae C.Agardh
- famille des Myrionemataceae Nägeli
- famille des Petrospongiaceae Racault & al.
- famille des Scytosiphonaceae Farlow
- famille des Sorocarpaceae P.M.Pedersen

Selon Catalogue of Life (4 février 2019) :
- famille des Acinetosporaceae
- famille des Adenocystaceae
- famille des Ectocarpaceae
- famille des Nemodermataceae
- famille des Neoralfsiaceae
- famille des Petrospongiaceae
- famille des Pylaiellaceae
- famille des Ralfsiaceae

Selon ITIS (4 février 2019) :
- famille des Acrotrichaceae
- famille des Chordariaceae
- famille des Corynophlaeaceae
- famille des Ectocarpaceae
- famille des Elachistaceae
- famille des Myrionemataceae
- famille des Ralfsiaceae
- famille des Spermatochnaceae

Selon NCBI (4 février 2019) :
- famille des Acinetosporaceae
- famille des Acrotrichaceae
- famille des Adenocystaceae
- famille des Chordariaceae
- famille des Ectocarpaceae
- famille des Ishigeaceae
- famille des Scytosiphonaceae

Selon World Register of Marine Species (4 février 2019) :
- famille des Acinetosporaceae Hamel ex J. Feldmann, 1937
- famille des Adenocystaceae F. Rousseau, B. de Reviers, M.-C. Leclerc, A. Asensi & R. Delépine
- famille des Chordariaceae Greville, 1830
- famille des Chordariopsidaceae Kylin, 1940
- famille des Ectocarpaceae C. Agardh, 1828
- famille des Mesosporaceae J. Tanaka & Chihara, 1982
- famille des Myrionemataceae Nägeli, 1847
- famille des Petrospongiaceae
- famille des Pilayellaceae
- famille des Pylaiellaceae
- famille des Scytosiphonaceae Farlow, 1881
- famille des Sorocarpaceae

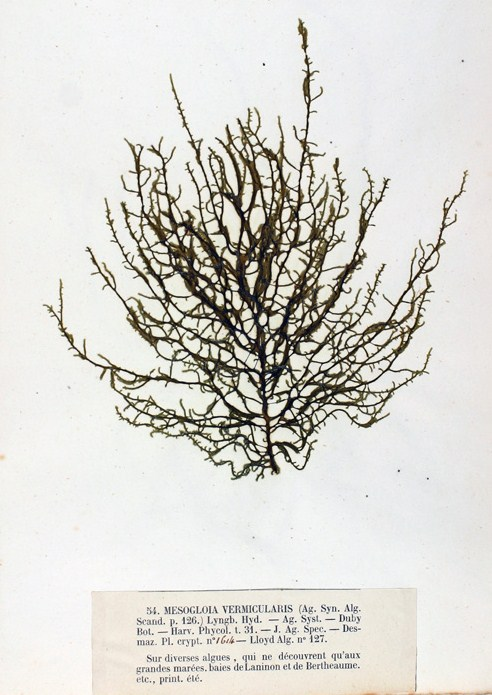
Mesogloia vermiculata (du genre Mesogloia, famille des Chordariaceae), planche de l'herbier des frères Pierre-Louis et Hippolyte-Marie Crouan.